# Украинская музыка
Украи́нская му́зыка (укр. Українська музика) — достижения музыкальной культуры украинского народа; результат многовекового исторического процесса формирования и развития своеобразных традиций. Это понятие объединяет украинский музыкальный фольклор и профессиональную музыку (академическую и популярную).
Украинская народная музыка берёт начало в фольклоре восточно-славянских племён, живших на территории Киевской Руси. Многие виды дошедших до нашего времени песен имеют языческие корни, иногда с влиянием христианской обрядности.
Украинская музыка выделилась из восточнославянской в конце XIII — начале XIV веков. Испытала влияние русского и белорусского (в восточных областях Украины), венгерского, молдавского, польского, румынского и чехословацкого (в западных областях Украины) музыкального творчества.
Сегодня разнообразная украинская музыка звучит на Украине и далеко за её пределами, развивается в народной и профессиональной традициях, является предметом научных исследований.

## Народная музыка

### Древняя музыка на территории Украины
Музыкальные традиции на территории современной Украины существуют с доисторических времён. Найденные киевскими археологами возле Чернигова музыкальные инструменты — трещотки из бивней мамонта датируют 18 тысячелетием до нашей эры. К тому же времени относят флейты, найденные на стоянке Молодово в Черновицкой области).
На фресках Софии Киевской (XI век) изображены музыканты, играющие на разных духовых, ударных и струнных (похожих на арфы и лютни) инструментах, а также танцующие скоморохи. Эти фрески свидетельствуют о жанровом разнообразии музыкальной культуры Киевской Руси. К XII веку относятся летописные упоминания о певцах Бояне и Митусе.

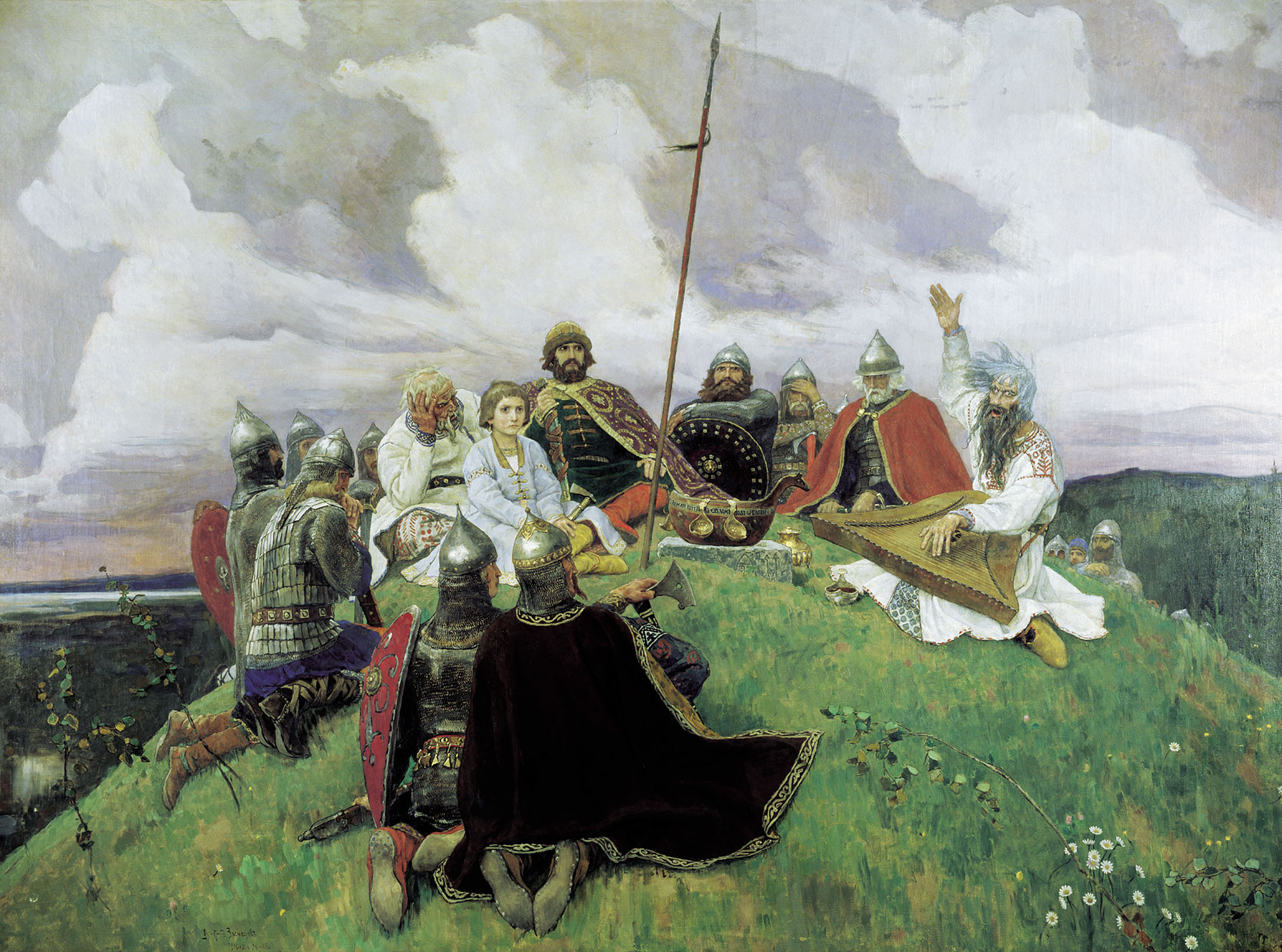
В. М. Васнецов. Боян, 1910 г.

В целом, первобытная музыка имела синкретический характер — песня, танец и поэзия были слиты и чаще всего сопровождали обряды, церемонии, трудовой процесс и т. д. В представлении людей музыка и музыкальные инструменты играли важную роль оберегов во время заклинаний и молитв. В музыке люди видели защиту от нечистой силы, от плохого сна, от сглаза. Также существовали специальные магические мелодии для обеспечения плодородности почвы и плодовитости скота.
В первобытной игре начинали выделяться солисты и другие певцы; развиваясь, дифференцируются элементы музыкально выразительного языка. Рецитация на одном тоне ещё без точной размеренности интервальных ходов (нисходящее глисандирующее движение первобытной мелодии в близких, чаще всего соседних, звуках) приводило к постепенному расширению звукового диапазона: закрепляются кварта и квинта как природные границы повышения и понижения голоса и как опорные для мелодии интервалы и их наполнение промежуточными (узкими) ходами.
Этот процесс, проходивший в древнейшее время, и был тем источником, из которого возникла народная музыкальная культура. Он дал начало национальным музыкальным системам и национальным особенностям музыкального языка.

### Народное песенное творчество
О практике народной песни, существовавшей в древнейшие времена на территории Украины, можно судить по старинным обрядовым песням. Многие из них отображают цельное мировоззрение первобытного человека и раскрывают его отношение к природе и к природным явлениям.
Самобытный национальный стиль полнее всего представлен песнями центрального Приднепровья. Им свойственны мелодичная орнаментика, вокализация гласных, лады — эолийский, ионийский, дорийский (нередко хроматизованный), миксолидийский. Связи с белорусским и русским фольклором ярко прослеживаются в фольклоре Полесья.
В Прикарпатье и в Карпатах развились особенные песенные стили. Их определяют как гуцульский и лемковский диалекты. Гуцульский фольклор отличается архаичными чертами мелоса и манеры исполнения (интонации, приближённые к натуральному ладу, нисходящие глиссандо в окончаниях фраз, пение с восклицаниями, импровизационная мелизматика, силлабический речитатив). Гуцульским песням свойственен особый, гуцульский, лад, а также эолийский, ионийский и дорийский лады. Для лемковского диалекта характерны связи с польской, венгерской, словацкой песенными традициями, которые проявляются в остро пульсирующем синкопированном ритме, преобладанием мажора над минором, господстве силлабического речитатива.
Украинская народная напевность - драгоценное достояние народа, неувядающая украшение его духовной культуры. Украинская народная песня - известная и уважаемая во всём мире. Один из первых собирателей украинской песни М. Максимович отмечал, что в украинских песнях звучит душа украинского народа и нередко - его истинная история. Высокую оценку нашей песне дали сотни деятелей культуры разных народов. Например, Лев Толстой оставил такую глубокую и мостике оценку нашей национальной казны: «Никакой другой народ не проявил себя в песнях так ярко и красиво, как народ украинский». «Счастливые вы родились в народе с богатой душой, народа, умеет так чувствовать свои радости и так прекрасно изливать свои мысли, свои мечты, свои чувства заветные. Кто имеет такую песню, поэтому ничего ужасаться за свою надменность. Его время не за горами. Верите или нет, что ни одного народа простых песен я не люблю так, как вашего. Под их музыку я душой отдыхает, только в них красоты и грации, столько сильного, молодого чувства и силы ». Весь век человека сопутствуют "от колыбели до могилы, потому что нет такого значительного события в жизни народа, нет такого человеческого чувства, которое бы не отозвалось в украинской песне или нежностью струны, или рокотом грома», - говорил М. Стельмах. Народные песни является весомым вкладом Украины в общеславянское и мировое художественное творчество. Несметно и разнообразно их богатство. Считают, что этих произведений только записано более двухсот тысяч. Песни порождались событиями и явлениями общественной жизни, общественного и семейного быта, трудовой деятельностью, борьбой против иностранных захватчиков, национального и социального угнетения и пылкой любовью к Родине. В народной песне почти нет повествовательной основы, всё внимание сосредоточено на воспроизведении внутреннего мира человека (психического состояния, мыслей, желаний, надежд, страданий и другого). Все лирические песни по содержанию делятся на два больших разряда:
• семейно-бытовые;
• социально-бытовые.
Семейно-бытовые песни - это лирические поэтически-музыкальные произведения, в которых отражены чувства, переживания, мысли человека, связанные с её личной жизнью, событиями в семье, родственными отношениями.
По тематике они делятся на три большие группы: 1) песни о любви (добрачные отношения) 2) песни о семейной жизни (семейные отношения) 3) песни о трагических семейных обстоятельствах, связанные с потерей членов семьи (поедают, сиротские). Ещё одна группа песен выделяется по способу отражения действительности: в отличие от трёх первых, где песни имеют серьёзный лирический характер, четвёртую группу составляют песни, касающиеся всех семейных проблем, личных чувств, но освещают их в юмористическом ключе. Это - 4) юмористически-сатирические песни.
В социально-бытовых песнях воссоздана жизнь наших предков, которая в силу разных обстоятельств заставляла их ради мира, покоя и благосостояния своих семей покидать дом и идти в казацкие походы, чумаковать, а то и не по своей воле отбывать солдатчину или жить в крепостном праве. Эти песни делятся на казацкие, крепостные, чумацкие, бурлацкие, рекрутские и солдатские, батрацкие.

#### Жанровое разнообразие украинской песни
По своему значению в жизни народа, по тематике, сюжету и музыкальным особенностям украинская народная песня подразделяется на многие разнообразные жанры, которым присущи определённые признаки. В этом понимании наиболее типичными жанрами украинской песни являются:
- Обрядовые, в том числе:
  - календарные обрядовые — веснянки (гаивки), щедровки, колядки, купальские, жатвенные и другие;
  - семейно-обрядовые и бытовые— свадебные, шуточные, танцевальные (в том числе коломийки), частушки, колыбельные, погребальные, причитания и другие.
- Крепостного быта — чумацкие, наймитские, бурлацкие и так далее;
- Исторические песни и думы
- Солдатского быта — рекрутские, солдатские, стрелецкие;
- Лирические песни и баллады.

#### Думы и исторические песни

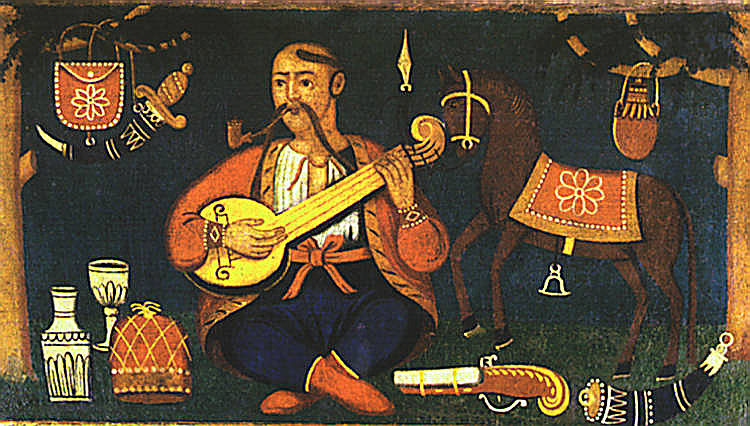
Казак Мамай с кобзой — символ музыкальности украинского народа

В XV—XVI веках исторические думы и песни стали одним из самых ярких явлений украинской народной музыки, своеобразным символом национальной истории и культуры. Как отмечал арабский путешественник Павел Алеппский (мемуарист, сын Антиохиского патриарха, который в 1654 и 1656 годах побывал на Украине):
Пение казаков тешит душу и исцеляет от тоски, потому что их напев приятен, идёт от сердца и исполняется словно из одних уст; они страстно любят нотное пение, нежные и сладкие мелодии.
Непосредственным источником, из которого развились думы, стала традиция исторических и величальных песен, которые были очень распространены ещё в княжеской Руси. В них обычно прославляли князей, походы, другие исторические события. Так, ещё в XI веке пели Мстиславу, Ярославу и другим славословия. В летописях находится много указаний на музыкальное исполнение разных исторических повествований о походах «на греки и хазары», о «ссорах и драках князей» и другое.
Создателей и исполнителей исторических песен и дум, псалмов, кантов называли кобзарями. Они играли на кобзах или бандурах, которые стали элементом национального героико-патриотического эпоса, свободолюбивого характера и чистоты моральных помыслов народа.
Огромное внимание в думах обращалось на борьбу с турками и поляками. К «татарскому» циклу относятся такие известные думы, как «Про Самойла Кошку», «Про трёх братьев Азовских», «Про бурю на Чёрном море», «Про Марусю Богуславку» и другие. В «польском» цикле центральное место занимают события Народно-освободительной войны 1648—1654 годов, особое место занимают народые герои — Нечай, Кривонос, Хмельницкий. Позже появились новые циклы дум — о Северной войне, про Сечи и её разрушении, о работах на каналах, о гайдамаччине, о барщине и свободе.
Уже в XIV—XVII и XVIII веках украинские музыканты прославились за пределами Украины. их имена можно найти в хрониках тех времён среди придворных музыкантов, в том числе, при дворе польских королей и российских императоров. Наиболее известные кобзари — Тимофей Белоградский (известный лютнист, XVIII в.), Андрей Шут (XIX в.), Остап Вересай (XIX ст.) и другие.
Народные музыканты объединялись в братства: песенные цехи, которые имели свой устав и защищали их интересы. Особенно эти братства развились в XVII—XVIII столетиях, а существовали до самого начала XX века.

### Инструментальный фольклор и народные инструменты
Подробнее по этой теме см. Украинские народные музыкальные инструменты
Важное место в украинской музыкальной культуре занимает инструментальный фольклор. Музыкальный инструментарий Украины богат и разнообразен. Он включает широкий ряд духовых, струнных и ударных инструментов. Значительная часть украинских народных музыкальных инструментов происходит от инструментов времён Киевской Руси, другие инструменты (например, скрипка) принялись на украинской почве, позднее, хотя затем стали основой новых традиций и особенностей исполнения.
Самые древние пласты украинского инструментального фольклора связаны с календарными праздниками и обрядами, которые сопровождались маршевой (марши для шествий, поздравительные марши) и танцевальной музыкой (гопачки, козачки, коломийки, полечки, вальсы, голубки, арканы и так далее) и песенно-инструментальной музыкой для слушания. Традиционные ансамбли чаще всего состояли из троек инструментов, например, скрипки, сопели и бубна (так называемая тройственная музыка). Исполнение музыки также предусматривает определённую импровизацию.
Самобытный музыкальный инструментарий присутствует в пастушеских наигрываниях, где, как правило, используются инструменты, изготовленные самими музыкантами: сопель, флояра, двуденцовка, тилинка, цугфлейта, рог, трембита, кора, луска, кувицы (свирель), коза, или дуда, свистунцы, варган и другие.
Во время молитв в бытовых условиях (в доме, на улице, возле церкви) для аккомпанемента к кантам и псалмам часто использовали лиру, кобзу и бандуру.
Во времена Запорожской Сечи в оркестрах Войска Запорожского звучали литавры, барабаны, казацкие и трубы, причём литавры были среди клейнодов Запорожской Сечи, то есть были в числе символов казацкой государственности.
Инструментальная музыка стала также неотъемлемой частью городской культуры. Кроме общенациональных инструментов, таких как скрипки и бандуры, городская культура представлена такими инструментами, как столоподобные гусли, цитру, торбан. Под их аккомпанемент пели величальные песни, городские песни и романсы, религиозные песнопения.

### Украинский фольклор в творчестве профессиональных и любительских коллективов
В XX веке к теме украинского фольклора обращались многие профессиональные и любительские коллективы Украины, также создавались ансамбли в эмигрантских кругах зарубежных стран. Характерной стала особенность представления фольклорных традиций в формах академического музицирования.

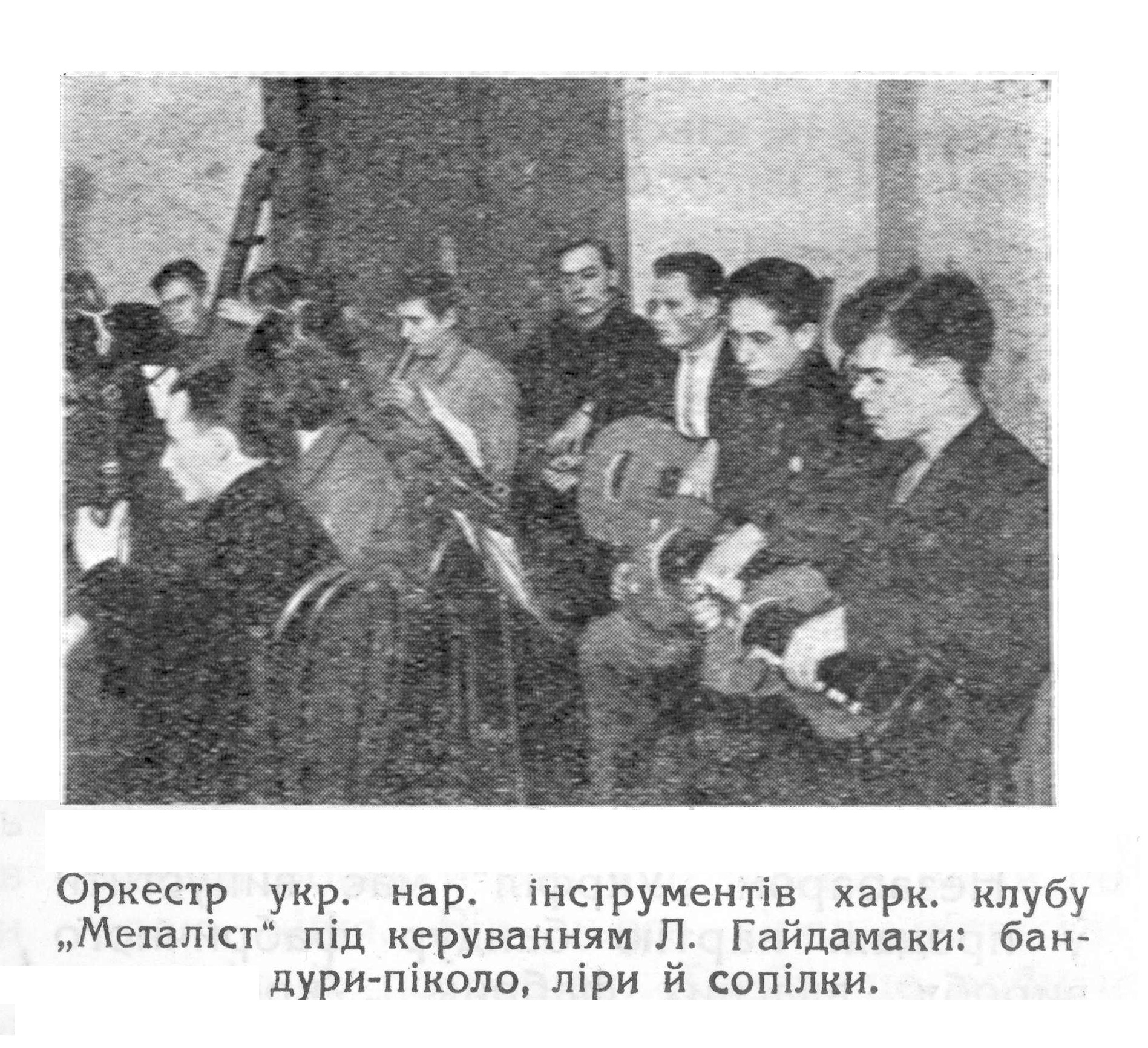
Первый оркестр украинских народных инструментов, 1928

Так, в начале XX века украинский ансамбль этнической музыки во главе с Павлом Гуменюком из Филадельфии получил популярность в США. Украинские традиции сохранились в творчестве таких украинско-американских музыкантов из Нью-Йорка, Кливленда, Детройта, как Зиновий Штокалко, Григорий Китастый, Юлиан Китастый, Виктор Мишалов и др.
В УССР также было создано много коллективов, которые специализировались на обработках украинских народных песен и танцев, а также на произведениях украинских композиторов в подобном стиле: оркестры народных инструментов Украины, ансамбли песни и танца, народные хоры и т. д. Так, в 1922 году был организован Первый оркестр украинских народных инструментов, в 1939 — Гуцульский ансамбль песни и танца, в 1943 — Народный хор им. Верёвки, в 1951 — Ансамбль танца Украины.
Украинская народная песня легла в основу произведений многих украинских композиторов. Наиболее известные обработки украинских песен принадлежат Н. Лысенко и Н. Леонтовичу, значительный вклад в исследование и собирание народного творчества внесли отечественные фольклористы — Филарет Колесса и Климент Квитка.
С 1980-х годов наблюдается повышение интереса к аутентичным формам народного музицирования. Первопроходцами этого направления считается основанная в 1979 год группа «Древо», возглавляемая профессором Киевской консерватории Е. Ефремовым. В 2000-х годах на Украине возникли такие фестивали этнической музыки, как «Страна мечты» и Шешоры, где народная музыка звучит как в аутентичном исполнении, так и в разнообразных обработках рок- или поп-направлений. Среди современных групп аутентичного пения следует назвать группы «Божичи», «Володар», «Буття». Этнические мотивы используются группами «Рушнычок», «Лисопылка», «Вопли Видоплясова», «Мандры», «Гайдамакы», «Очэрэтяный Кит», оригинальное наслоение элементов предлагает группа «ДахаБраха».

## Становление профессиональной музыки
О профессиональном музыкальном искусстве восточнославянских племён существуют известия со времён Руси. С принятием христианства в конце X века на территории современной Украины появилось церковное пение, которое формировалось под влиянием византийской и славянской народной музыки. В XII—XVII веках в православных церквях распространился одноголосный «знаменный распев», который значительно повлиял также на творчество композиторов последующих эпох.

### XVII—XVIII века
В эпоху барокко, под влиянием идей латинства, на смену одноголосному знаменному пению пришло многоголосное партесное пение, которое поспособствовало развитию мажоро-минорной системы и на основе которого развился стиль духовного концерта. Среди выдающихся музыкальных деятелей того времени — Николай Дилецкий, автор «Мусикийской грамматики» (1675) — первого труда по музыковедению, который объяснил суть линейной, нотной системы, партесного пения и партесной композиции.
Важным событием того времени стало открытие в 1632 году Киево-Могилянской академии, где, среди других, преподавались и музыкальные предметы. Воспитанники академии популяризовывали вертеп, а позже — канты. Среди выпускников Академии были многие деятели искусства, в том числе композиторы Григорий Сковорода, Артемий Ведель.
Светская профессиональная вокальная и инструментальная музыка, которая существовала в помещичьих усадьбах и военных частях, с XVII века начала развиваться и в городах. Появились цехи музыкантов, а при магистратах создавались оркестры и капеллы. На основе народно-песенных и кантовых традиций в XVIII — начале XIX веков получила распространение песня-романс на стихи разных поэтов. Одним из первых ввёл, в этом жанре начал творить Григорий Сковорода, который ввёл в песенный жанр гражданскую, философскую и лирическую тематику.
Особо важное значение в украинской музыкальной культуре XVIII века имела созданная по инициативе Даниила Апостола в 1730 года Глуховская школа пения и инструментальной музыки, воспитанниками которой стали Дмитрий Бортнянский, Максим Березовский и Артемий Ведель. По окончании глуховской школы Бортнянский и Березовский продолжили своё обучение в итальянских музыкальных школах, которые были центрами европейской музыки того времени.
Объединение традиций партесного пения и современных техник европейского письма обусловили уникальность творчества этих композиторов. Став придворным капельмейстером в Петербурге, а с 1796 года — руководителем придворной капеллы, сформированной почти исключительно из воспитанников Глуховской школы, Бортнянский очень повлиял и на развитие российской музыкальной культуры. Он же стал первым композитором Российской империи, музыкальные произведения которого начали выходить в печати.

### XIX — начало XX века
XIX век в истории музыки ознаменовался выходом на мировую арену многих национальных школ, что было связано с ростом национального самоосознания европейских народов. Вслед за польской и русской появилась и украинская национальная композиторская школа.
Вслед за украинским писателями и поэтами, профессиональные музыканты XIX века начали обращаться к народной тематике, обрабатывать народные песни, которые исполнялись талантливыми любителями-дилетантами в сопровождении народных инструментов — кобзы, бандуры, цимбал, скрипки, лиры и др. В начале XIX века в украинской музыке появились первые симфонические и камерно-инструментальные произведения, среди авторов которых — И. М. Витковский, А. И. Галенковский, Илья и Александр Лизогубы.
Деятельность любительских и открытие первых профессиональных театров (в 1803 году в Киеве, а в 1810 — в Одессе), в которых ставились музыкально-сценические произведения на национальные сюжеты, сыграли важную роль в становлении украинской оперы. Первой украинской оперой считается «Запорожец за Дунаем» Гулака-Артемовского (1863). В Западной Украине в разных жанрах хоровой и инструментальной (в том числе симфонической) музыки работали композиторы М. М. Вербицкий, И. И. Воробкевич, В. Г. Матюк.

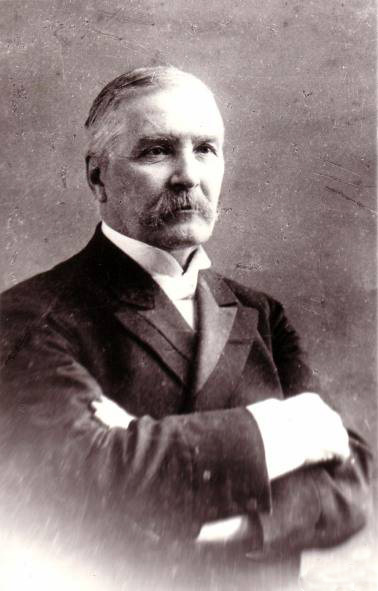
Н. В. Лысенко, 1842—1912

Основоположной для развития национальной профессиональной музыки стала деятельность Николая Лысенко, который создал классические образцы произведений в разных жанрах: 9 опер, фортепианные и инструментальные, хоровые и вокальные произведения, произведение на слова украинских поэтов, в том числе на слова Тараса Шевченко. Он же стал организатором музыкальной школы в Киеве (1904; с 1918 — Музыкально-драматический институт им. Лысенко).

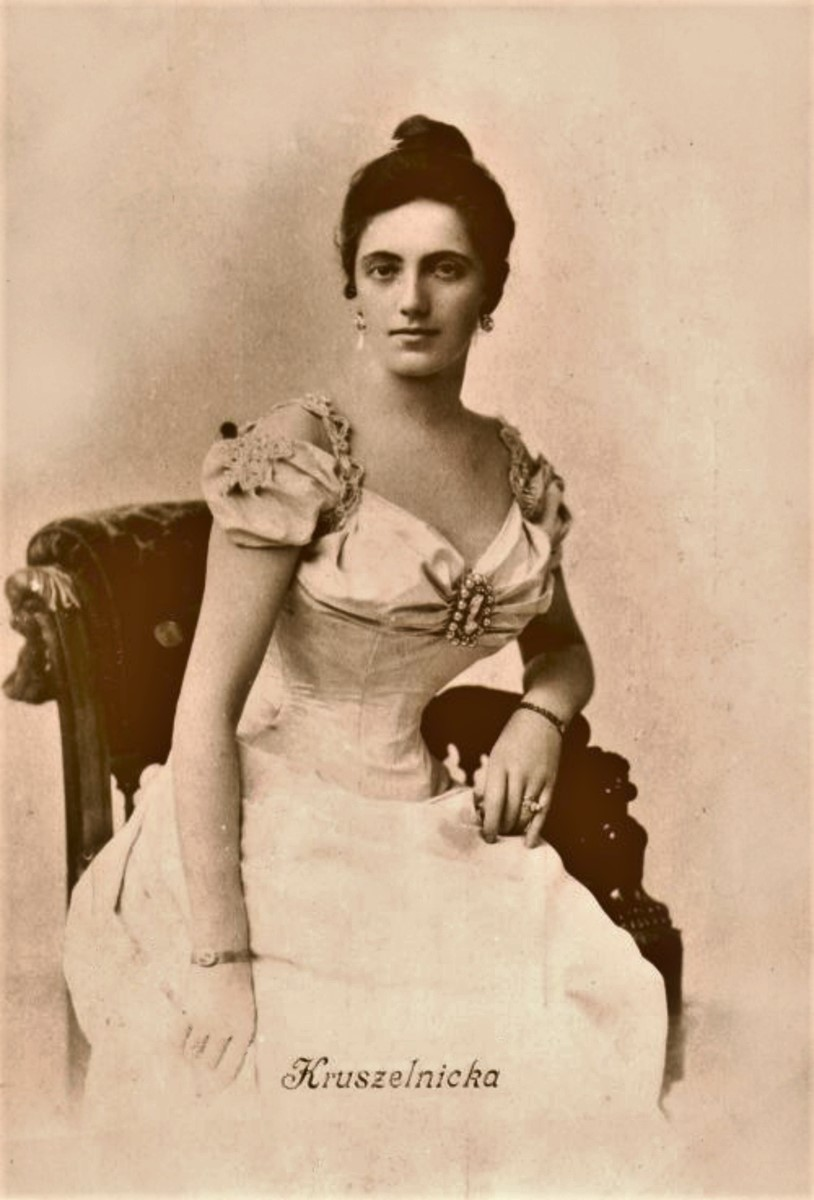
Соломея Крушельницкая, 1872—1952

Творческие принципы Лысенко переняли Н. Н. Аркас, Б. В. Подгорецкий, М. Н. Колачевский, В. И. Сокальский, П. И. Сеница, И. И. Рачинский, К. Г. Стеценко, Я. С. Степовой, Н. Д. Леонтович, Д. В. Сычинский, Я. О. Лопатинский, С. Ф. Людкевич, О. И. Нижанковский и другие композиторы.
Во второй половине XIX века широкое распространение получило хоровое движение, возникли хоровые общества «Торбан» (1870) и «Боян» (1891). Открылись высшие оперные театры в Киеве (1867) и Львове (1900), Высший музыкальный институт во Львове, музыкальные школы при Русском музыкальном обществе в Киеве (1868), Харькове (1883), Одессе (1897) и в других городах.
Украинская тематика присутствует также в творчестве Ференца Листа, который путешествовал по Украине в конце сороковых годов XIX века. Среди его произведений — пьесы для фортепиано «Украинская баллада» и «Мысль», а также симфоническая поэма «Мазепа».
Игорь Стравинский имел украинское происхождение. Значительная часть его ранних произведений была написана в Устилуге на Волыни.

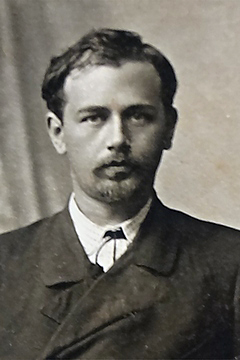
Н. Леонтович (1877—1921)

В начале XX века всемирную известность обрела плеяда украинских исполнителей. Среди них певицы Соломея Крушельницкая, О. Петрусенко, З. Гайдай, М. Литвиненко-Вольгемут, певцы М. Э. Менцинский, А. Ф. Мишуга, И. Паторжинский, Б. Гмыря пианист Владимир Горовиц, хоровой дирижёр А. А. Кошиц. За пределами Украины стали известны хоровые обработки Н. Д. Леонтовича.

### История первых звукозаписей
Первые грампластинки с пением на украинском языке были выпущены в 1899 году фирмой «Эмиль Берлинер» в Лондоне. Записи сделаны во время гастролей русского хора С. Медведевой. Одна запись имела название «Чорнохмари», вероятно, это был дуэт Оксаны и Андрея из оперы «Запорожец за Дунаем», другая пластинка — песня «Сонце низенько». В настоящее время эти записи неизвестны. В 1900 году «Эмиль Берлинер» записал ещё семь украинских пластинок. Во Львове в 1904—1905 годах сделаны записи украинских песен в исполнении А. А. Крушельницкой, а в 1909 году — Ф. Н. Лопатинской.
В 1908—1909 годах Лесей Украинкой была организована этнографическая экспедиция по Левобережной Украине, в состав которой вошли Ф. М. Колесса, П. Г. Сластион и А. И. Бородай. Во время экспедиции сделаны записи на фонограф песен и дум в исполнении народных кобзарей. К 100-летию Леси Украинки в 1971 году эти записи были отреставрированы и выпущены в виде пластинки «Леся Украинка з думой и песней народа», на которой есть и голос самой поэтессы.
В Киеве у 1909—1911 годах работала студия звукозаписи «Интернациональ Экстра-Рекорд», среди первых записей которой (июль 1909) був П. И. Цесевич, вероятно и другие украинские исполнители (каталоги студии не сохранились). Особенно интересны 11 записей сопрано Е. Д. Петляш в фортепианном сопровождении Н. В. Лысенко. Три пластинки из этой серии были найдены и находятся в фондах дома-музея Н. В. Лысенко в Киеве, на них записаны песни «Гандзя» — «Лугом іду, коня веду», «Віють вітри» — «Карі очі» та «Ой казала мені мати» — «Не вернувся з походу». В Киеве работала только студия, а изготовлялись пластинки в Берлине.
С 1911 года в Киеве работала фирма грамзаписи «Экстрафон», которая впервые в России начала изготовлять пластинки на месте. Первыми украинскими пластинками, изготовленными в Киеве, стали записи хора М. А. Надеждинского з песнями «Гуляв чумак на риночку», «Ой, летіла горлиця», «Ой, ходила дівчина», «Закувала та сива зозуля» и другими, всего 7 песен; тенора И. Е. Гриценко — «Сонце низенько», «У гаю, гаю» на слова Т. Г. Шевченко, «Дивлюсь я на небо» (слова М. Петренко) и другие, всего 6 песен; 6 песен Е. Д. Петляш. Эти записи были сделаны раньше, студией «Интернациональ Экстра-Рекорд». В 1912 году «Экстрафоном» выпущены 10 украинских песен в исполнении хора Я. А. Шкредковского и Н. Немчинова, 11 — в исполнении квартета Б. П. Гирняка; в 1914 году, к юбилею Т. Г. Шевченко — пластинки с песнями на слова поэта в исполнении Цесевичац, Гриценко, Карлашова, Петляш и хора Надеждинского. Записаны были такие произведения, как «Реве та стогне Дніпр широкий…», «І широку долину…», «Якби мені черевички», «Огні горять, музика грає», «Тече вода в синє море», «Минали літа молодії».

### Музыкальная культура 1917—1918 годов
На период Украинской революции приходится создание ряда художественных коллективов и появление нового поколения украинских культурных деятелей. Правительство Украинской Державы последовательно поддерживало культурную жизнь, в том числе музыкальное искусство, о чём свидетельствует Постановление Совета Министров о мобилизации литературных, научных, артистических и технических сил Украины. Также указом Павла Скоропадского в 1918 году был основан Государственный симфонический оркестр Украины, первым дирижёром которого стал Александр Горилый, Украинская государственная капелла, Первый и второй национальные хоры. Киевская опера была переименована в Украинский театр драмы и оперы. Значительное число всемирно известных опер было переведено на украинский язык. Также в 1918 году был основан кобзарьский хор, позднее известный как Национальная заслуженная капелла бандуристов Украины им. Г. И. Майбороды.

## Украинская музыка советской эпохи
Приход советской власти на земли Украины ознаменовался несколькими трагическими событиями. В 1921 году агентом ВЧК был убит Н. Леонтович, а в 1928 году была запрещена деятельность общества его имени. В 1930-е годы советская власть уничтожила несколько сот бандуристов, кобзарей и лирников, а в 1938 был расстрелян музыкант и этнограф Игнат Хоткевич. В целом двадцатые и тридцатые годы в украинской культуре называют «Расстрелянным Возрождением».
В то же время советская власть открыла ряд музыкальных учреждений в разных городах Украины. Среди них театры оперы и балета в Харькове (1925), Полтаве (1928), Виннице (1929), Днепре (1931), Донецке (1941), хоровые и симфонические коллективы.

### 1930-е — 1950-е годы

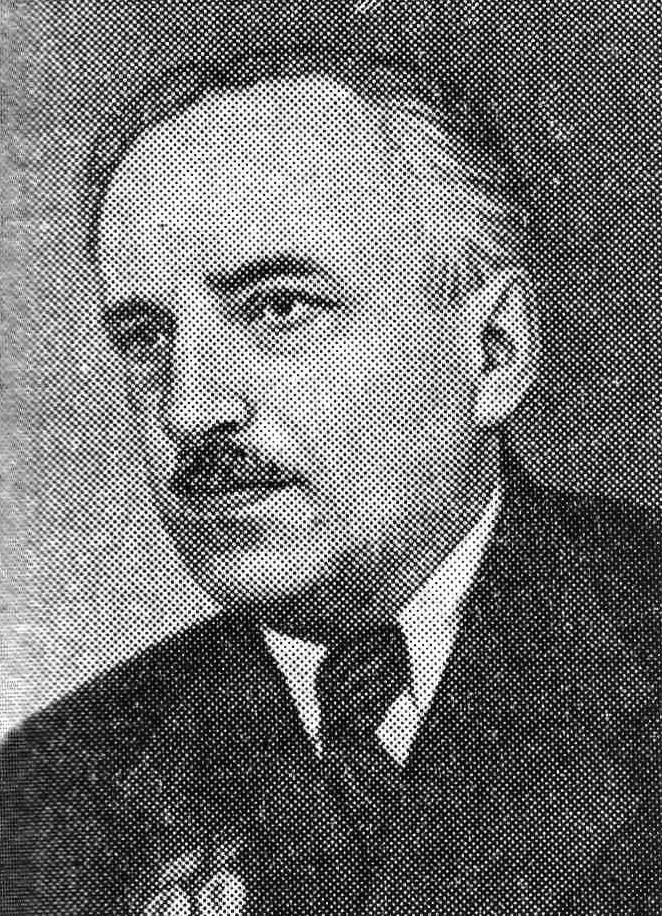
Б. Лятошинский (1895—1968)

Начиная со второй половины 1930-х годов музыкальное искусство советской Украины развивалось в основном в русле соцреализма, который стал единственным официально разрешённым в СССР творческим методом литературы и искусства. Деятели культуры, которых отходили от этого метода подвергались жестокой критике и преследованиям. Так, острой критике на пленумах Союза композиторов подверглись произведения Б. Лятошинского и Л. Ревуцкого, причём последний после 1934 года практически оставил творческую деятельность, ограничившись преподавательской и редакторской работой.
В то же время на Украине возникла массовая советская песня, одним из первых творцов которой стал Константин Богуславский. В 1930-е годы появились первые оперы советской тематики, в том числе «Щорс» Б. Лятошинского (1930), «Перекоп» Ю. Мейтуса (1937). Песни, посвящённые коммунистической партии и её вождям закрепились в репертуарах профессиональных и любительских коллективов.
Весомый вклад в развитие украинского музыкального искусства внёс композитор и педагог Николай Вилинский (ученик Витольда Малышевского), который работал сначала в Одесской, а затем в Киевской консерватории.
На Западной Украине, которая до 1939 входила в состав Польши, работали композиторы В. А. Барвинский, С. Ф. Людкевич, А. И. Кос-Анатольский, фольклорист Ф. М. Колесса.
- Б. Лятошинский. Соната-балладао файле
- В. Верменич «Я славлю Партию»о файле

В послевоенное время среди видных украинских композиторов — Григорий Верёвка, братья Георгий и Платон Майбороды, Константин Данькевич, А. Я. Штогаренко и др. Среди известных исполнителей — тенор Иван Козловский. Широко известной благодаря исполнению фронтовых песен стала уроженка Харьковской области Клавдия Шульженко.

### 1960-е — 1980-е годы

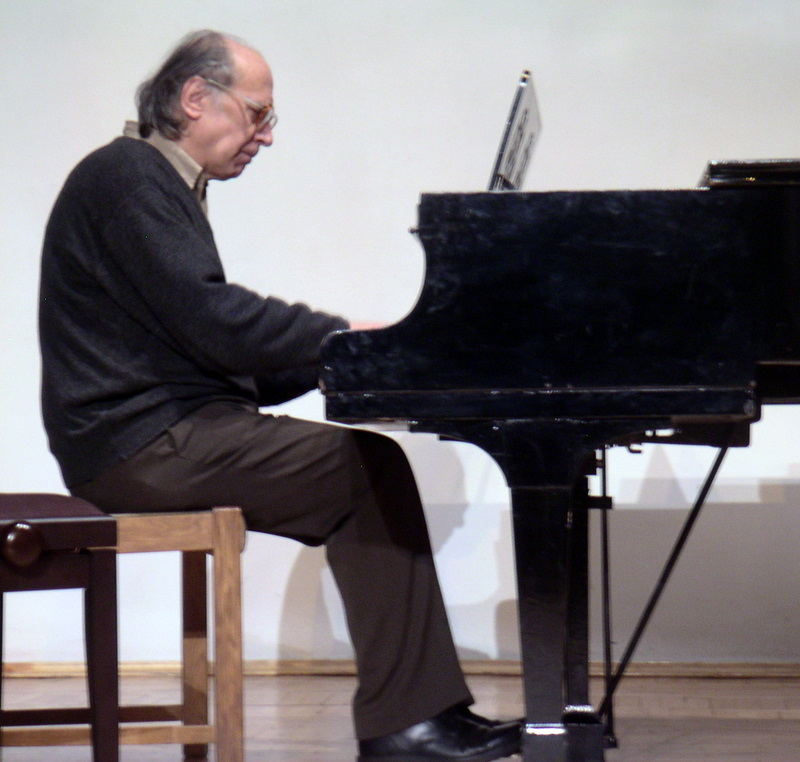
Валентин Сильвестров

1960-е годы стали временем прорыва украинской музыкальной школы на мировую арену, проникновения в украинскую музыку новейших направлений европейской музыки. В Киеве была создана группа «Киевский авангард», в которую вошли Валентин Сильвестров, Леонид Грабовский и Виталий Годзяцкий. Из-за расхождений с официальными музыкальными кругами СССР члены «Киевского авангарда» подвергались давлению разного рода, в связи с чем группа в конце концов распалась.
В эти же годы продолжали работать Платон и Георгий Майбороды, К. Данькевич. В этот период свои последние две симфонии создал Борис Лятошинский. В 1970-е — 1980-е годы стали известными композиторы М.Скорик, Е.Станкович, И.Карабиц и другие.
Мировое признание получила национальная школа вокального искусства. Ярчайшие представители украинской оперной сцены — А. Соловьяненко, Дмитрий Гнатюк, Белла Руденко, Е. Мирошниченко,Роман Майборода. Значительным событием музыкальной жизни Украины стала постановка оперы Шостаковича «Катерина Измайлова» в Киеве в 1965 году.

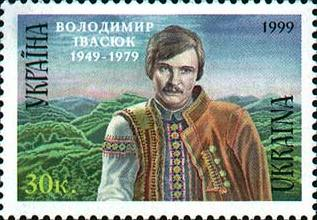
Владимир Ивасюк (1949—1979)

Параллельно с формированием поп-музыки в Западных странах, на Украине, как и в других странах достигла расцвета советская эстрада. Особенно выделяется творчество Владимира Ивасюка, автора более 100 песен, жизнь которого трагически оборвалась в 1979 году.
Среди композиторов-песенников тех лет также известны А. И. Билаш, В. Верменич, позднее — И. Карабиц. В те же годы популярность завоевали эстрадные исполнители — София Ротару, Назарий Яремчук, Василий Зинкевич, Игор Белозир, Тарас Петриненко, Алла Кудлай и другие.
Параллельно зародились и типичные современные музыкальные и музыкально-поэтические проекты, среди которых сатирический театр «Не горюй!» В. Морозова (1970-е гг.), группа «Мёртвый пивень» и рок-бардовская группа «Плач Иеремии» (вторая половина 1980-х гг.).

## Современная музыка

### Образовательные и концертные учреждения
Исторически Украина получила разветвлённую систему образовательных и концертных музыкальных организаций, которые находятся в ведении Министерства культуры и туризма Украины. Среди них:

#### Театры
- оперные театры в Киеве, Харькове, Львове, Одессе, Днепре, Донецке
- театры музыкальной комедии в Харькове и Одессе, а также театр оперетты в Киеве
- Детский музыкальный театр в Киеве

#### Концертные учреждения
- Национальная филармония и филармонии во всех областных центрах Украины,
- Дома́ органной и камерной музыки в Киеве, Днепре, Белой Церкви, Львове, и Харькове
- дворцы культуры и дома́ культуры во многих городах Украины.

#### Музыкальные учебные заведения
Подготовку профессиональных музыкантов проводят:
- Консерватории (музыкальные академии) в Киеве, Одессе, Львове, Донецке, Днепре
- Музыкальные факультеты в Харьковском университете искусств и Киевском университете культуры
- Музыкальные училища в разных городах Украины.

#### Концертные коллективы
По состоянию на 2008 год на Украине действуют 10 национальных и 2 государственных коллектива. Из них 10 находятся в Киеве и один — в Одессе:
- Национальный симфонический оркестр Украины
- Национальный одесский филармонический оркестр
- Национальная заслуженная академическая капелла Украины «Думка»
- Национальный заслуженный академический украинский народный хор имени Григория Верёвки
- Национальная заслуженная капелла бандуристов Украины имени Г. И. Майбороды
- Национальный ансамбль солистов «Киевская камерата»
- Национальный заслуженный академический ансамбль танца Украины имени П.П. Вирского
- Национальный оркестр народных инструментов Украины
- Национальный академический духовой оркестр Украины
- Национальный президентский оркестр
- Государственный эстрадно-симфонический оркестр Украины
- Государственная академическая мужская хоровая капелла Украины имени Л. Ревуцкого

Кроме этого, существует множество муниципальных коллективов, коллективов при областных филармониях, домах органной и камерной музыки и так далее.

#### Музыкальные объединения
Два творческих музыкальных союза имеют статус национальных:
- Национальный союз композиторов Украины и
- Национальный всеукраинский музыкальный союз

### Академическая музыка
Значительное число современных композиторов входят в Союз композиторов Украины, среди них — 17 народных артистов Украины, 54 заслуженных деятеля искусств Украины, 16 лауреатов Национальной премии Украины имени Тараса Шевченко, 6 академиков и 3 члена-корреспондента Академии искусств Украины, 35 докторов наук, 59 профессоров. За особые достижения 10 из них награждены Орденом «За заслуги» ІІІ степени, 1 — орденом Ярослава Мудрого, 1 — орденом Княгини Ольги.
Произведения современных украинских композиторов исполняются главным образом на фестивалях «КиевМузикФест», «Премьеры сезона», «Форум музыки молодых» (Киев), «Два дня и две ночи новой музыки» (Одесса), «Контрасты» (Львов) и «Дніпровські зори» (Днепр), а также концертов серии Новая музыка на Украине. В театральном репертуаре — оперы «Моисей» М.Скорика, «Лесная песня» В.Кирейко и «Палата № 6» В.Зубицкого, балет «Рождественская ночь» Е.Станковича, ряд балетов А.Костина. Репертуар хоровых коллективов пополняется также произведениями Л. Дичко и А. Гаврилец, инструменталистов — также произведениями Ж.и Л. Колобудов, В.Рунчака и т. д. Экспериментальная электронная музыка представлена в творчестве Аллы Загайкевич, Ивана Небесного и других.
Исторические традиции продолжают современные оперные певцы Украины — Виктория Лукьянец, Владимир Гришко, Валентин Пивоваров, Роман Майборода, Тарас Штонда, Михаил Дидык, Мария Стефюк.
На Украине также проводятся многочисленные международные конкурсы исполнителей-инструменталистов(фортепианные — памяти В.Горовица и на Родине Прокофьева), дирижёров — им. С.Турчака, хоровых коллективов — им. Н.Леонтовича, вокалистов — им. Соломии Крушельницкой, бандуристов — им. Игната Хоткевича, многопрофильный конкурс имени  Н. Лысенка и другие.
В 2000-х годах на Украине возникли такие фестивали этнической музыки, как «Страна мечты» и «Шешоры», где народная музыка звучит как в аутентичном исполнении, так и в разнообразных обработках рок- или поп-направлений. Среди современных групп аутентичного пения следует назвать группы «Божичи», «Властитель», «Бытие». Этнические мотивы используются группами Полотенце «Лесопилка», «Вопли Видоплясова», «Путешествия», «Гайдамаки», «Тростниковый кот», оригинальное наслоение элементов предлагает группа «ДахаБраха»

### Популярная музыка

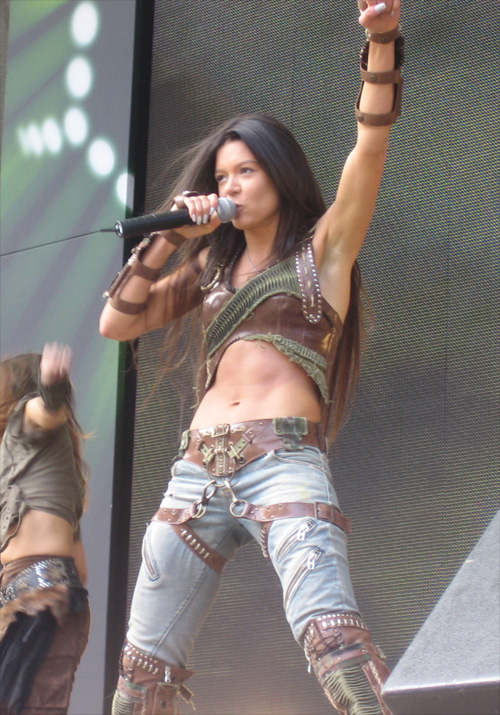
Руслана

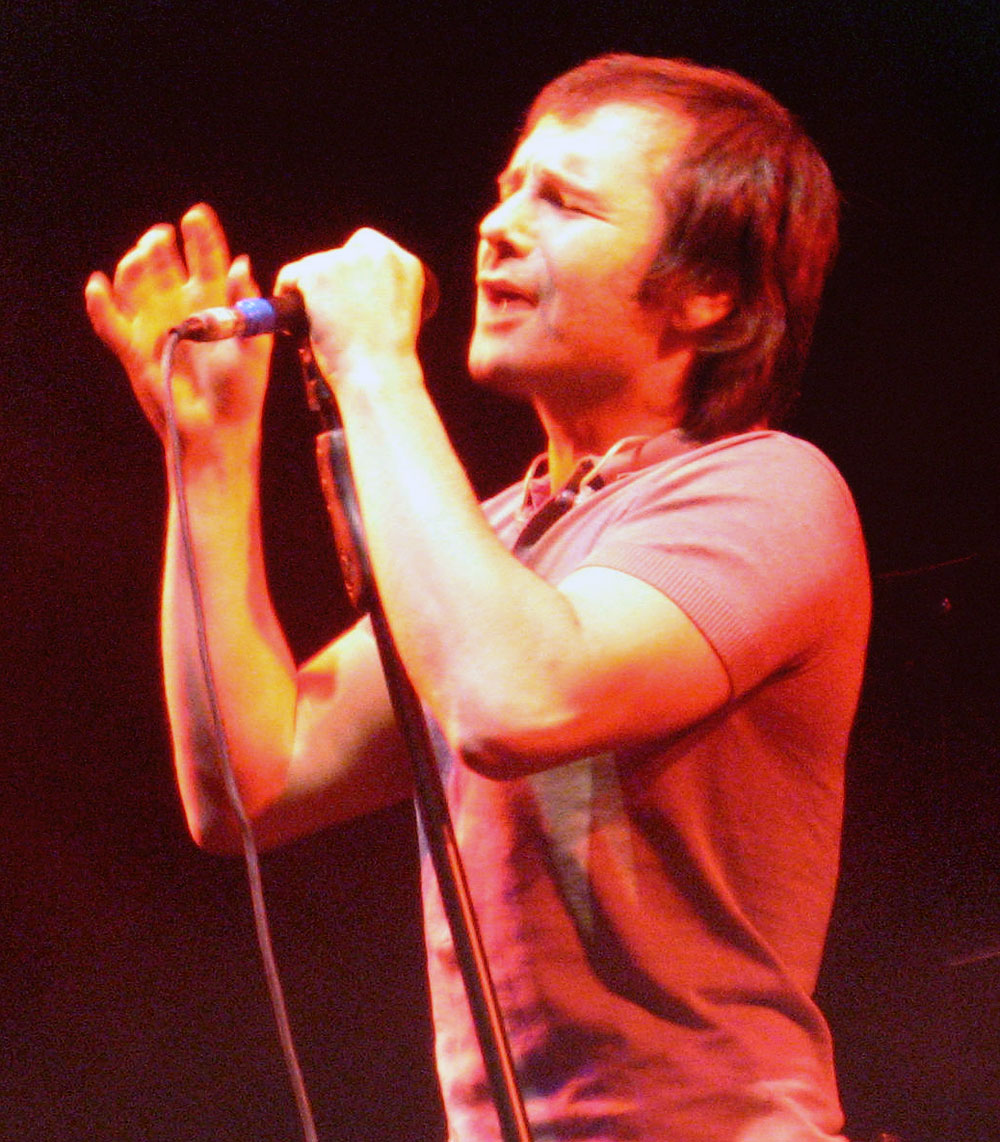
Святослав Вакарчук

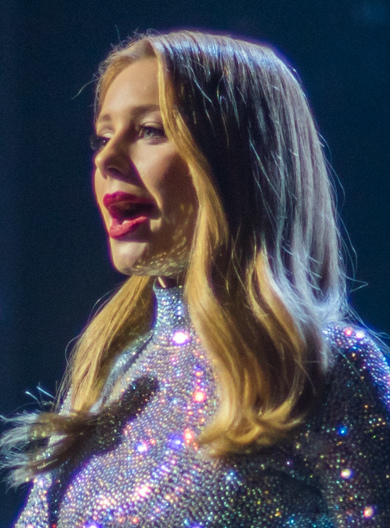
Тина Кароль

На современной украинской сцене представлены почти все музыкальные направления: от фолка до acid джаза. Активно развивается клубная культура. Многие украинские поп-исполнители — София Ротару, Ирина Билык, Тина Кароль, Александр Пономарёв, ВИА Гра, Руслана, Ани Лорак, Алёна Винницкая, Анна Седокова, Светлана Лобода, Вера Брежнева-Галушка, LIL MORTY, — давно обрели популярность за пределами Украины, особенно в СНГ. Популярная музыка представлена на фестивалях «Червона рута (фестиваль)», «Таврийские игры», «Чайка»  и других.
Исполнители с Украины представляли Украину на конкурсах Евровидения. Так Руслана, синтезировав в своей музыке фольклорные мотивы Карпат, стала победительницей конкурса Евровидение-2004, и выиграла для Украины право на проведение следующего конкурса — Евровидение-2005. На Евровидении-2006 Тина Кароль заняла 7-е место, на следующий год Евровидении-2007 Верка Сердючка, а затем на Евровидении-2008 Ани Лорак заняли вторые места. В 2016 году украинская певица Джамала одержала победу на Евровидении 2016 с песней «1944». Евровидение-2021 представляла группа Go-a с песней «Shum». Коллектив занял 5-е место. В третий раз — европейский песенный конкурс Евровидения-2022, выиграла для Украины с украиноязычной авторской песней «Stefania», группа Kalush Orchestra.

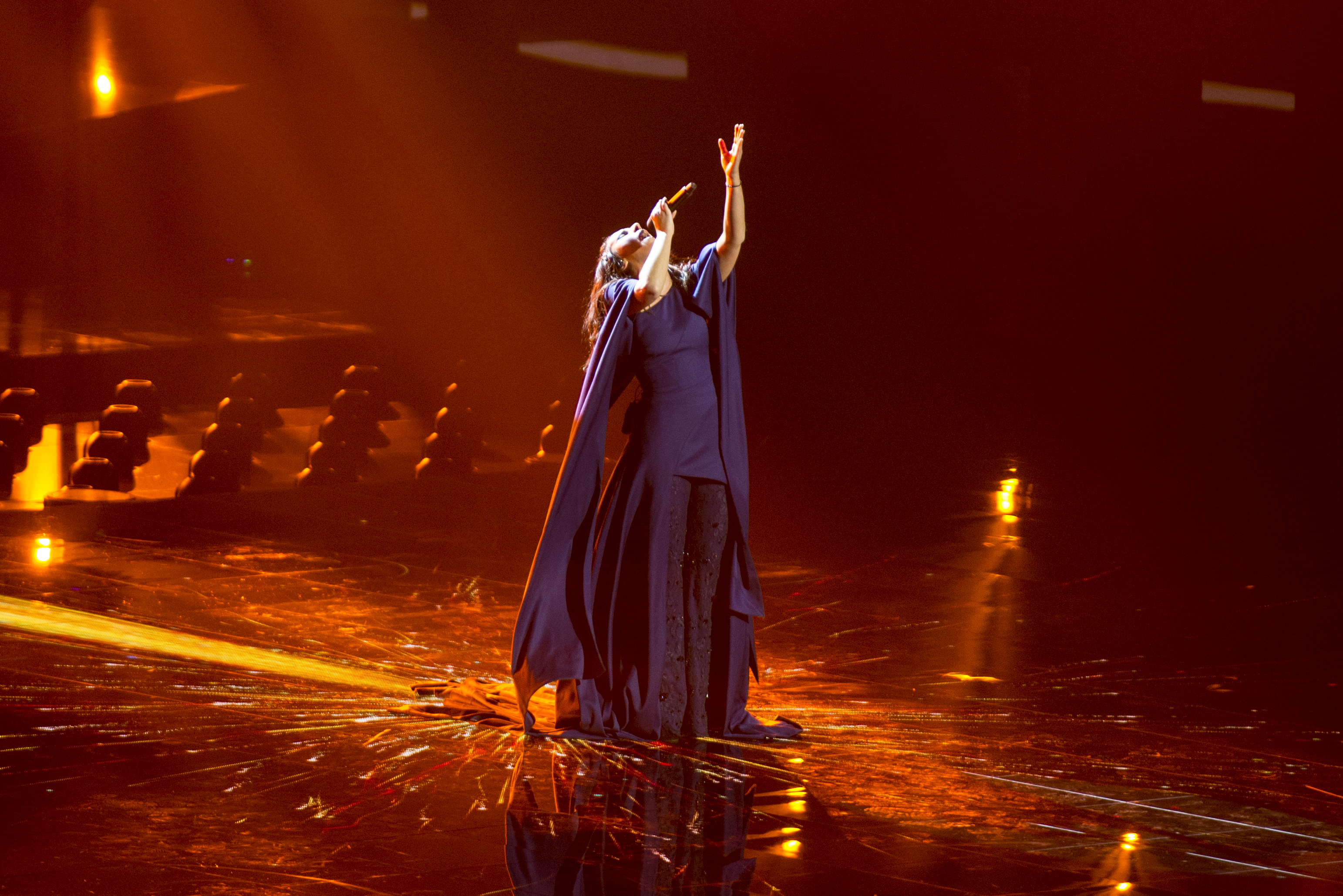
Джамала выступает на сцене Евровидения 2016

Становятся популярными и чисто вокальные ансамбли, такие, как «Пиккардийская терция» и «Менсаунд». Представлено на Украине и искусство джаза — международные фестивали джазовой музыки проходят в разных городах страны. Старейшим из регулярно проводимых джазовых фестивалей является «Международные дни джазовой музыки в Виннице», который в 2011 году проводится в 16 раз, проводился ежегодно без перерывов с 1996 года, и охватывает географию участников с четырёх континентов. Это единственный фестиваль, внесённый в Книгу Рекордов Украины, полностью выходящий в прямой телевизионный эфир регионального телевидения за «Самую продолжительную телевизионную трансляцию музыкального события». Значительный вклад в популяризацию джазового движения на Украине внесли Владимир Симоненко и Алексей Коган.

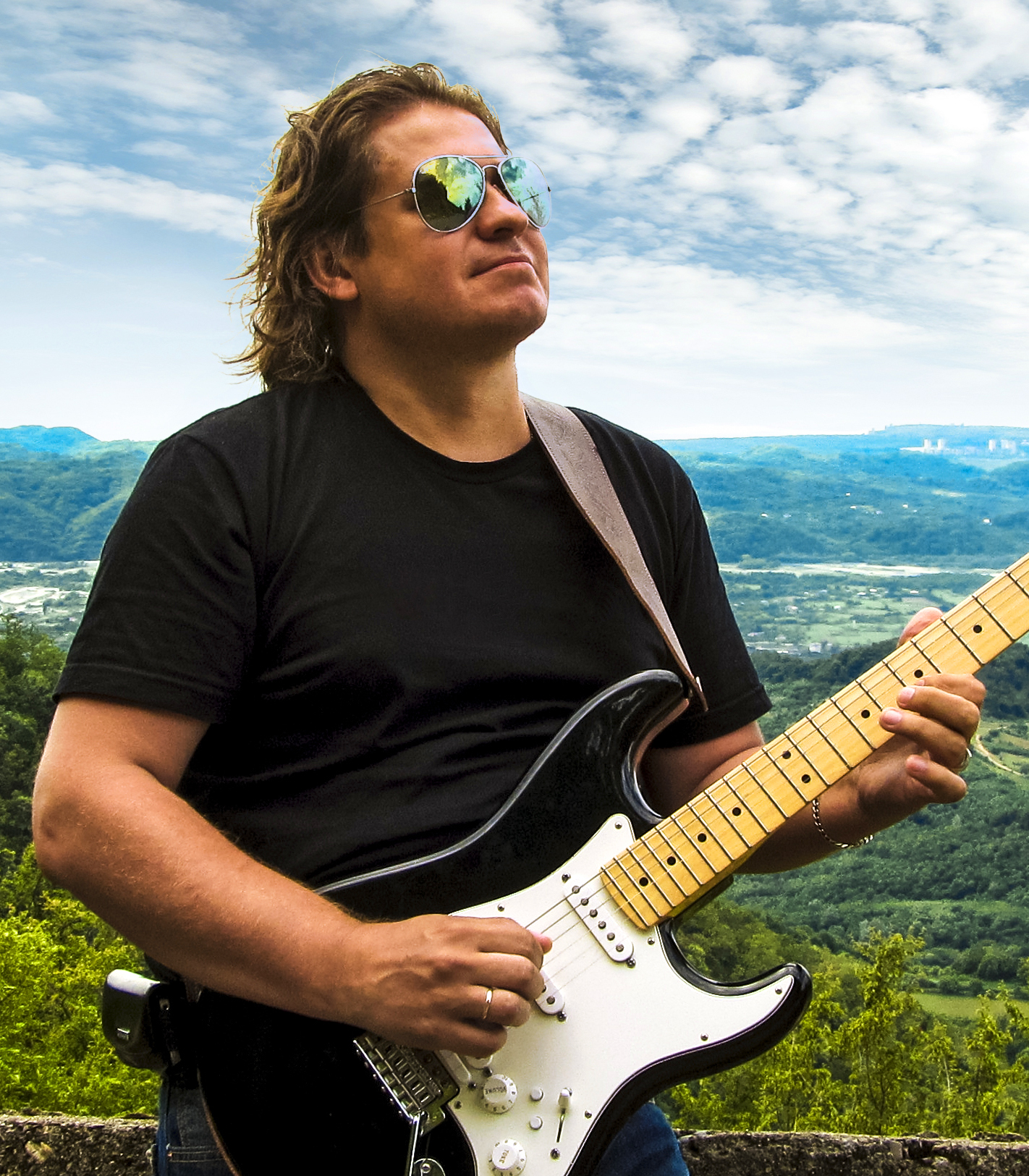
Роман Мирошниченко

В 2010 году джазовый гитарист Роман Мирошниченко стал первым украинским лауреатом престижной американской премии The Independent Music Awards в двух номинациях, что послужило своего рода прорывом мирового уровня для современной отечественной музыкальной сцены в сфере инструментальной музыки. В 2013 году Роман Мирошниченко стал победителем ведущего американского конкурса композиторов 18th Annual USA Songwriting Competition в категории «Instrumental». В 2014 он попал в список финалистов американского конкурса 10th Annual IAMA (International Acoustic Music Awards) в категория «Instrumental». Также, в 2013 году Роман Мирошниченко был награждён высшей наградой города Днепра, медалью «За заслуги перед городом».
Тенденция использования фольклора современными украинскими исполнителями становится всё выразительнее. Одной из первых народные мотивы в рок-музыке начала использовать во второй половине 1980-х годов группа «Вопли Видоплясова». Опираясь на фольклорную основу, новую самобытную музыку создают группы «Скрябин», «Мандры», «Гайдамаки», исполнители Тарас Чубай, Мария Бурмака и многие другие. Свидетельством роста интереса к фольклору стало основание на Украине двух фестивалей этнической музыки — «Країна Мрій (Страна Мечт)» в Киеве и «Шэшоры» в Ивано-Франковской области.

### Издательское дело
В 1990-е — 2000-е годы издание и распространение нотно-музыкальной литературы на Украине переживало тяжёлые времена. Так, если в УССР объём продукции музыкального издательства «Музична Україна» составлял от 220 до 280 названий в год, то на конец 1990-х упал до одного-двух, а иногда и ни одной книги в год. Фактически свернули выпуск нотной продукции и другие государственные издательства. Появление на национальном нотном рынке частных издательств почти не изменило ситуацию. Частные предприятия из-за традиционной малотиражности (а значит и убыточности) нотных изданий, издают нотную литературу на заказ, а фактически — за счёт авторов. В Киеве из двух специализированных музыкальных книжных магазинов не осталось ни одного. Исчезли и нотные отделы в других магазинах.
По словам экспертов, такая ситуация связана с неблагоприятным налоговым режимом, отсутствием действенных протекционистских мероприятий и падением спроса.

### Фирмы звукозаписи
В конце 1990-х — начале 2000-х на Украине был создан ряд фирм звукозаписи, в том числе: Gallicia Distribution (Львов), Lavina Music, Origen Music, Moon Records, Nexsound (Киев), Metal Scrap Production (Тернополь), Arx Productions (Донецк), OMS Records (Житомир), Intelligent Recordings (Киев).
Конкуренцию украинским фирмам звукозаписи на отечественном рынке составляют основные игроки мирового аудиорынка — крупные фирмы Universal, EMI, Sony/BMG, Warner. Украинский рынок музыкальных носителей в 2005 году составил около 10 млн лицензионных дисков и кассет, борьба с пиратством привела к тому, что доля пиратской продукции на украинском рынке составляет до 40 % (в странах Западной Европы — 10-15 %).